# Hisense
Hisense — китайская государственная компания, производитель телевизоров, крупной бытовой техники и потребительской электроники. Штаб-квартира компании располагается в Циндао, КНР. Корпорация Hisense основана в 1969 году и входит в десятку крупнейших компаний Китая, связанных с электроникой. Специализируется на разработке и производстве высокотехнологичной продукции, владеет сетью гостиниц. Продукция экспортируется более чем в 100 стран мира.

## История
История компании началась в сентябре 1969 года, когда в городе Циндао была открыта фабрика по производству радиоприёмников. В 1970-х годах она начала производство телевизоров. В марте 1993 года была зарегистрирована торговая марка Hisense. Первый зарубежный завод был открыт в 1996 году в ЮАР. Также в 1996 году компания начала производство кондиционеров. В 1997 году акции дочерней компании Hisense Elctronics были размещены на Шанхайской фондовой бирже. В 2002 году с Hitachi было создано совместное предприятие по производству коммерческих кондиционеров.
В 2008 году было создано совместное предприятие с Whirlpool по производству стиральных машин и другой крупной бытовой техники. В 2015 году Hisense получила право продавать на рынках Северной и Южной Америки свои телевизоры под маркой Sharp. В 2017 году купила у японской Toshiba подразделение по производству телевизоров (Toshiba Visual Solutions). В 2018 году Hisense выкупила 95,4 % акций компании Gorenje.

## Деятельность

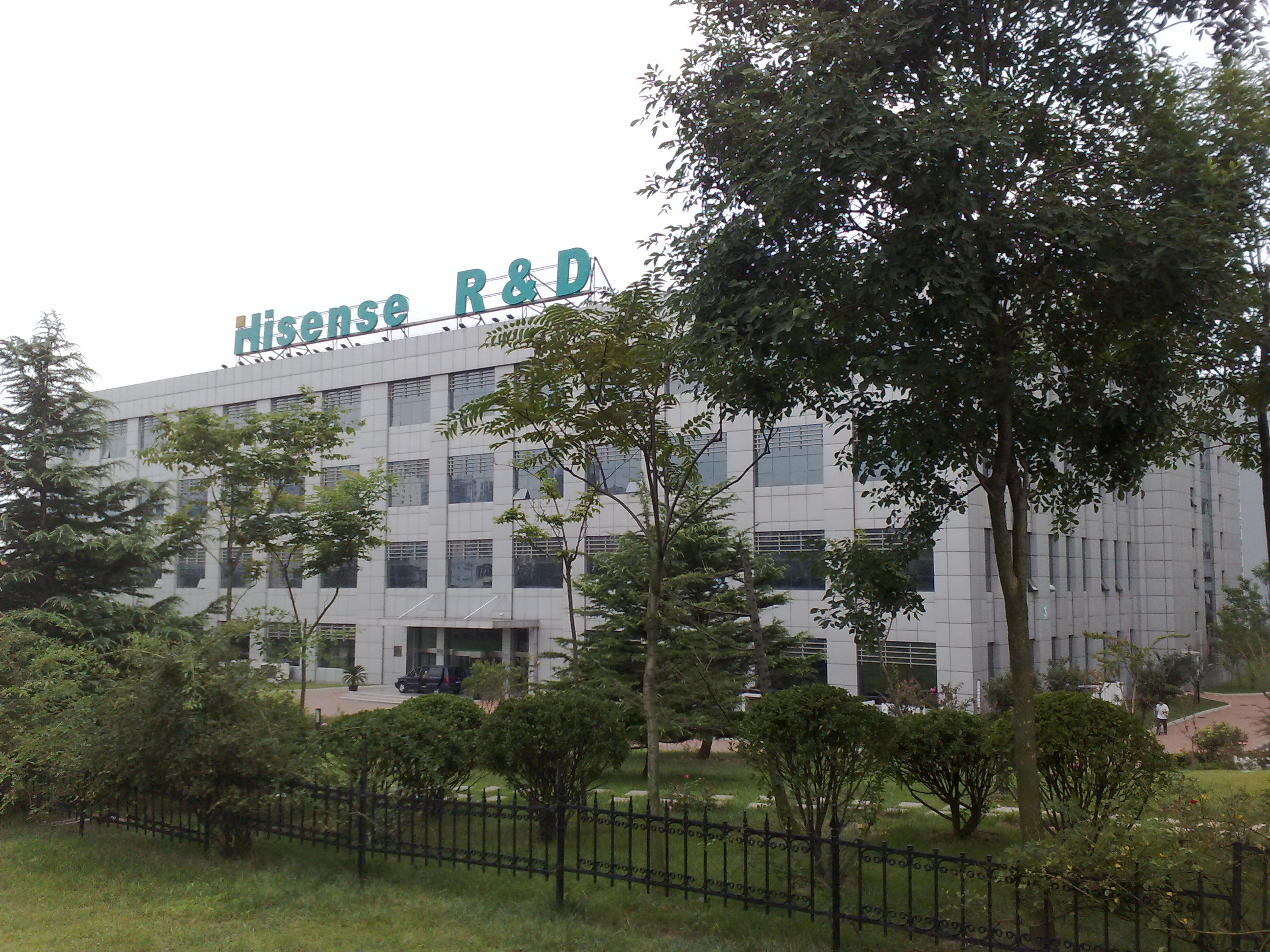
Научно-исследовательские лаборатории Hisense в Циндао

Компании принадлежат 13 заводов в Китае и производственные площадки в Египте, Мексике, Венгрии, ЮАР, Алжире, Франции, Чехии, 12 научно-исследовательских центров в различных странах мира.
Hisense занимается производством и продажей оптических устройств, систем кондиционирования, устройств и датчиков, используемых в умных городах и системах городского транспорта.
Группа Hisense включает 3 основные дочерние компании:
- Hisense Home Appliances Group Co., Ltd. — производство стиральных машин, холодильников, кондиционеров, систем микроклимата для автомобилей; акции компании котируются на Гонконгской и Шэньчжэньской фондовых биржах, рыночная капитализация по состоянию на декабрь 2023 года составляла 7,8 млрд гонконгских долларов ($1,0 млрд). Выручка за 2022 год составила 74,1 млрд юаней ($10,4 млрд), чистая прибыль — 1,43 млрд юаней ($200 млн); 49 тыс. сотрудников; Hisense Group принадлежит в компании 47 % акций[11].
- Hisense Visual Technology Co., Ltd. (ранее Qingdao Hisense Electric Co., Ltd.) — производство лазерных дисплеев, коммерческих дисплеев и смартфонов, также производит микросхемы и предоставляет облачные услуги, использует бренды Hisense, Toshiba и Vidda. Акции компании котируются на Шанхайской фондовой бирже (рыночная капитализация в декабре 2023 года составляла 26,5 млрд юаней), выручка за 2022 год составила 45,7 млрд юаней ($6,4 млрд), чистая прибыль — 1,68 млрд юаней ($235 млн)[12].
- Hisense Intelligent Technology Group — медицинское оборудование, оборудование для «умного дома» и другая деятельность.

### Торговые марки
Компания владеет известными брендами — Hisense, Kelon, Ronshen, Toshiba, Gorenje.
Торговые марки, под которыми выпускается продукция:
- Hisense (стиральные машины, холодильники, морозильники, системы кондиционирования, смартфоны, телевизоры),
- Gorenje (холодильники,стиральные машины, кухонная техника),
- Kelon (кондиционеры),
- Toshiba (телевизоры),
- Ronshen (холодильники).
- Бирюса (холодильники и стиральные машины),
- VIDAA — операционная система на основе Линукс для телевизоров Hisense.

## Спонсорство

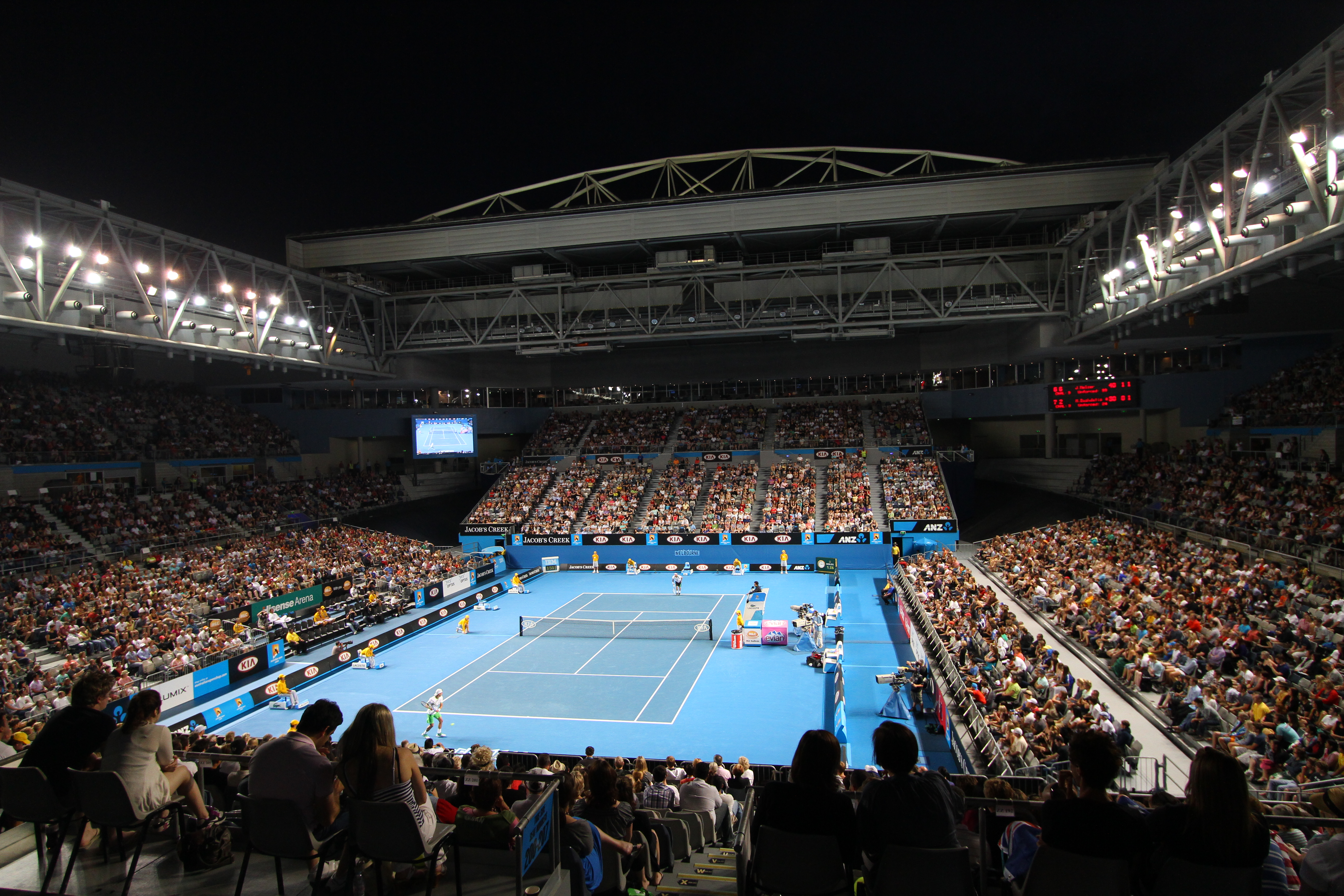
В 2008—2014 годах теннисный корт в «Мельбурн-парке» в спонсорских целях назывался «Хайсенс-арена»

Компания Hisense является спонсором многих спортивных мероприятий и команд. Так, компания Hisense являлась партнером команды Red Bull Racing в серии «Формула-1», футбольных клубов «Шальке 04» и «Астон Вилла». Являлась официальным партнёром чемпионата мира по футболу 2018 года в России. Официальный партнер Евро 2024 по футболу

## Hisense в России
В июне 2017 года Hisense зарегистрировала в Москве дочернее ООО «Айсенс Рус Ко». Открыла официальный интернет-магазин.